# Катастрофа C-54 в Альварадо
Катастрофа C-54 в Альварадо — авиационная катастрофа, произошедшая в пятницу 20 марта 1953 года близ Альварадо (штат Калифорния). Авиалайнер Douglas C-54G-10-DO Skymaster американской авиакомпании Transocean Air Lines выполнял пассажирский рейс в Окленд по перевозке группы военных, когда в процессе снижения к аэропорту назначения неожиданно потерял управление, после чего быстро потеряв высоту врезался в землю и разрушился. Жертвами катастрофы стали 35 человек.

## Самолёт
Участвовавший в происшествии Douglas C-54G-10-DO Skymaster с регистрационным номером N88942 (заводской — 36076) был выпущен во второй половине 1945 года и 9 октября поступил к заказчику — американским ВВС, где изначально получил бортовой номер 45-0623. Однако заказанный ещё во время Второй мировой войны, этот транспортный самолёт в уже наступившее мирное время оказался не нужен, так как армия оказалась ими перенасыщена. Поэтому в 1946 году данный C-54 практически по цене металлолома выкупает американская гражданская авиакомпания Pan American World Airways (Pan Am), где самолёт получает регистрационный номер N88942 и имя Clipper Bostonian. Но через несколько лет уже в Pan Am образовался переизбыток данных самолётов, поэтому в 1951 году борт N88942 был сдан в лизинг другой американской авиакомпании — Transocean Air Lines (позывные — TALOA), которая на тот момент была одним из крупнейших чартерных авиаперевозчиков в стране, преимущественно выполняя военные перевозки в связи с проходившей в то время Корейской войной.
Наработка борта N88942 составляла 5976 летных часов с момента последнего капитального ремонта. Имел четыре поршневых двигателя Pratt & Whitney R-2000-4, оснащённых воздушными винтами производства Hamilton Standard.

## Экипаж
В кабине самолёта находились три пилота:
- Пилот-инструктор — 41-летний Харви В. Роджерс (англ. Harvey W. Rodgers) — Главный пилот в авиакомпании. В Transocean Air Lines с 16 марта 1946 года; имел общий налёт 8312 часов, в том числе 5570 часов на типе DC-4/C-54.
- Командир воздушного судна — 41-летний Херман Э. Хум (англ. Herman E. Hum). В Transocean Air Lines с 23 августа 1946 года; имел общий налёт 10 656 часов, в том числе 7379 часов на типе DC-4/C-54.
- Второй пилот — 37-летний Фредерик В. Пэчетт (англ. Frederick W. Patchett). В Transocean Air Lines с 17 сентября 1947 года; имел общий налёт 2886 часов, в том числе 1782 часа на типе DC-4/C-54.

В салоне работали две стюардессы:
- 27-летняя Велма И. Сэндридж (англ. Velma I. Sandridge). В Transocean Air Lines с 22 августа 1952 года.
- 41-летняя Лусилл Мунро Чепмен (англ. Lucille Munro Chapman). В Transocean Air Lines с 20 марта 1953 года.

## Катастрофа
Самолёт был зафрахтован Министерством обороны США для перевозки группы военных лётчиков и выполнял пассажирский рейс TOA-942 (TALOA 942) из Розуэлла (штат Нью-Мексико) на Гуам с промежуточной посадкой в Окленде (штат Калифорния) и Гонолулу (Территория Гавайи). Согласно поданному экипажем плану полёта, от Розуэлла до Окленда должен был выполняться визуальный полёт с минимальной высотой над облаками 500 футов (150 м) («500 сверху»), а маршрут был следующим: по воздушному коридору «Red 88» до Альбукерке, по «Green 4» до Палмдейла, по «Blue 14» и «Amber 1» до Бейкерсфилда, далее по «Amber 1» до Фресно, и наконец по «Blue 10» до Окленда. Всего на борту находились 30 военных пассажиров и 5 членов экипажа, а запас топлива был на 10 часов при расчётной продолжительности полёта 6 часов 35 минут. Общий вес авиалайнера был оценён в 63 817 фунтов (28 947 кг) при максимальном допустимом 73 000 фунтов (33 110 кг); центровка также находилась в установленных пределах.
В 12:11 MST рейс 942 вылетел в Окленд. Полёт проходил в нормальном режиме, а в 14:51 MST, пролетая близ Уинслоу (штат Аризона), экипаж отказался от визуального полёта, перейдя на полёт по приборам, сохраняя при этом высоту не ниже, чем 500 футов над облаками.
В 17:32 PST с самолёта доложили о прохождении Фресно в 17:30 на эшелоне 8000 футов (2400 м), находясь не менее, чем на 500 футов (150 м) над облаками, а Лос-Банос рассчитывают пройти в 17:40. В 17:44 PST экипаж связался с радиостанцией во Фресно и дополнительно запросил разрешение на снижение, передав, что выполняя правило «500 сверху» может снизиться до 7000 футов (2100 м). В 17:47 диспетчер выдал следующее разрешение: Диспетчер разрешает Трансокеан 942 [следовать] до радиомаяка Ньюарк, сохраняя 8000 футов (2400 м). Связь с Окленд-Подход после Эвергрин; задержка не ожидается. Доложить о высоте 8000 футов.
Эвергрин был пройден в 18:09 PST на указанной высоте 8000 футов, о чём экипаж доложил через минуту, помимо этого запросив и снижение на низший эшелон. Однако ему было отказано в снижении, так как высота 7000 футов (2100 м) в этот момент была занята другим самолётом, а также дано указание находиться пока в зоне ожидания на эшелоне 8000 футов. В этой зоне рейс 942 находился в общей сложности 11 минут.
В 18:27 PST диспетчер подхода дал экипажу указание, начав снижение, выходить из зоны ожидания, чтобы пройти радиомаяк Ньюарк на высоте 3500 футов (1100 м), при этом докладывая о прохождении каждой 1000 футов (300 м). На небе в это время стояла переменная облачность высотой 1300 футов (400 м) и сплошная на 1800 футов (550 м), дождь, юго-юго-западный ветер со скоростью 17 миль (27 км) в час, видимость 2,5 мили (4,0 км). В 18:30 экипаж доложил о начале снижения с 8000 футов, после чего передавал о снижении на каждые 1000 футов. В 18:36 было доложено о прохождении радиомаяка Ньюарка на высоте 3500 футов, что стало последним сообщением с борта N88942. Через пару минут, в 18:38 PST «Дуглас» рухнул на ячменное поле в полутора милях (2½ км) к северо-востоку от городка Альварадо (округ Аламида). Все 35 человек на борту погибли.

## Расследование

### Изучение обломков
Авиалайнер рухнул на поле на удалении 3 мили (4,8 км) от радиомаяка Ньюарк по азимуту 323° и в полутора милях к северо-востоку от Альварадо; высота местности примерно 17 футов (5,2 м) над уровнем моря. Первой в землю врезалась правая законцовка крыла при крене, близком к вертикальному, после чего мотогондола, а затем произошёл взрыв. Обломки разбросало на территории длиной 800 футов (240 м) и шириной 300 футов (91 м), при этом остались две крупные части: центральная часть фюзеляжа с частью левой плоскости, которая лежала в перевёрнутом положении на удалении 634 фута (193 м) от точки первого удара, а также находящаяся рядом задняя часть, включая хвостовое оперение и хвостовой конус. Шасси в момент удара были убраны, закрылки установлены на 15°.
Найденные фрагменты постарались восстановить на макете, после чего тщательно изучили. Так было определено, что разрушение произошло при ударе о землю, а до этого нарушения целостности конструкции не было. Ни на одном из фрагментов не было признаков усталостных трещин, как и признаков пожара. Доказательств отказа или сбоя в работе первичной системы управления найти не удалось. Элероны и руль направления разрушились при ударе, но проверка их шарниров показала, что они свободно перемещались, без заедания. Правый элерон находился в нейтральном положении, но триммер руля направления был отклонён влево на 10°. Консоли крыла и нижняя часть фюзеляжа полностью разрушились, но было определено, что крыло не отделялось. Проверка хвостового оперения не обнаружила в нём следов удара каким-нибудь объектом
Самолёт был оборудован противообледенительной системой, но ввиду значительного разрушения, работоспособность этой системы и была ли она включена, следователи определить не смогли.
Ремни всех трёх пилотов лопнули при ударе, то есть все трое находились на своих рабочих местах. В таком же состоянии нашли и ремни на местах обоих стюардесс. Несколько ремней безопасности на сидениях пассажиров частично повредило в пожаре. Все баллоны с углекислотой из противопожарной системы были найдены в неиспользованном состоянии. Оба подогревателя салона разрушились, но их проверка не выявила признаков воздействия внешнего огня, либо утечки топлива. Приборы в кабине частично разрушились, но их показания можно было прочесть, в том числе указатели поворота и авиагоризонты застряли в крайнем правом положении. Значение давления на барометрических высотомерах составляло 30,10 дюйма (765 мм) рт. ст. (фактическое — 30,09 дюйма (764 мм)).
Запас топлива по бакам, согласно показаниям датчиков, был распределён следующим образом: № 1 — 690 фунтов (310 кг); № 2 — 600 фунтов (270 кг); № 3 — 190 фунтов (86 кг); № 4 — 120 фунтов (54 кг). Проверка двигателей не выявила неисправностей. Все четыре воздушных винта в момент удара о землю вращались с номинальной частотой.

### Погодные условия
Утром в день происшествия на юго-востоке Монтаны и северо-востоке Вайоминга располагался центр циклона, который сопровождался холодной погодой. Холодный фронт двигался на восток и простирался от этого центра на юго-запад, пересекая северо-западную Аризону и юго-восточную Калифорнию. У тихоокеанского побережья штатов Орегон и Вашингтон в свою очередь образовался фронт окклюзии, который двигался на юго-восток и к моменту происшествия находился на северо-востоке Калифорнии. Из-за такой погодной обстановки в Аризоне прогнозировалось обледенение от лёгкого до умеренного на высотах от 10 000 футов (3000 м) до 11 500 футов (3500 м) к востоку от фронта и на высотах от 4500 футов (1400 м) до 6000 футов (1800 м) — к западу. На всех участках трассы прогнозировалась умеренная турбулентность, но без сложных погодных условий.
Согласно показаниям очевидцев, в районе происшествия стояла облачность высотой 1200—1300 футов, когда в 1 миле от места происшествия впервые был замечен самолёт, следовавший под облаками. Он был в крутом правом крене и оставался в таком положении вплоть до удара о землю. Навигационные огни при этом горели, шум двигателей был ровным, а никаких посторонних звуков не было слышно. Примерно в 1000 футов (300 м) к западу-юго-западу от точки удара о землю находился дом, житель которого, подбежав к месту происшествия, обнаружил на земле куски льда, самые крупные из которых были прямоугольной формы и толщиной до двух дюймов (5 см). То, что этот лёд был с разбившегося самолёта, доказывали оставшиеся отпечатки заклёпок. Согласно показаниям свидетелей, перед катастрофой самолёт пролетел к востоку от этого дома.
Были опрошены экипажи самолётов, пролетавших в этом районе незадолго до и после момента катастрофы. Согласно полученным показаниям, пилоты на высотах выше 5000 футов (1500 м) сталкивались с небольшим обледенением и слабой турбулентностью. Один из экипажей спустя 35 минут после катастрофы рейса 942 находился на высоте 8000 футов (2400 м) в районе радиомаяка Ньюарк, и его самолёт столкнулся с небольшой турбулентностью и сильным обледенением, при этом на мачтах антенны образовывался лёд диаметром до трёх дюймов (8 см), который начал таять, лишь когда во время снижения была пройдена высота 4500 футов (1400 м).
Был ещё один фактор, который мог сыграть свою роль в хронологии происшествия — в кабине находился Харви Роджерс (англ. Harvey Rogers), — главный пилот авиакомпании, который в данном полёте выполнял обычную проверку маршрута. Среди пилотов Роджерс характеризовался высокой строгостью, в том числе настаивал, чтобы экипажи точно выполняли установленные в авиакомпании правила по проведению полётов, включая снижение с вертикальной скоростью не выше 400 футов (120 м) в минуту, дабы пассажиры не испытывали дискомфорт. Точно установить, где сидел Роджерс в момент происшествия, следователи не смогли, но судя по проводившимся им проверкам в прошлом, он мог сидеть либо на месте второго пилота, либо на откидном сидении между обоими пилотами.

### Анализ данных
В целом от Розуэлла до радиомаяка Ньюарк полёт проходил нормально, но обращают на себя внимание следующие моменты. В 17:30 борт N88942 пролетает Фриско на высоте 8000 футов, а в 17:44, то есть спустя 14 минут, экипаж запрашивает разрешение на снижение. Так как расстояние между Фриско и Лос-Баносом составляет 60 морских миль (111 км), а путевая скорость лайнера была 190 узлов (352 км/ч), то за 14 минут он должен был пролететь 44 мили (81,5 км), то есть до Лос-Баноса оставалось ещё (26,5 км) или 5 минут полёта. В 17:47 диспетчер даёт указание экипажу следовать на Ньюарк, сохраняя высоту 8000 футов, а после прохождения Эвергрина переходить на связь с диспетчером подхода в Окленде, при этом задержка с посадкой не ожидалась. Уже в 17:49 экипаж докладывает о прохождении Лос-Баноса на указанной высоте и расчётном времени прохождения Эвергрина в 18:08. В это время лайнер летел с достаточно высокой скоростью, то есть пилоты словно спешили.
В 18:10, то есть после Эвергрина, с самолёта запрашивают снижение до 7000 футов, не объясняя причину этого запроса. Согласно показаниям экипажей других самолётов, на данной высоте наблюдалось сильное обледенение, которое мог наблюдать и командир Херман Хум. До Ньюарка ещё оставалась 21 морская миля (39 км), или около 9 минут полёта, поэтому пилот решил несколько снизиться, надеясь, что на меньшей высоте обледенение будет уже не таким интенсивным. Но снижаться было запрещено из-за другого самолёта. Затем возле радиомаяка Ньюарка рейс 942 был отправлен в зону ожидания, где находился на протяжении 11 минут. В этот период самолёт находился в зоне обледенения, но экипаж ни о чём на землю не сообщал, так как, вероятно, не испытывал проблем с пилотированием.
В 18:27 диспетчер даёт указания по выполнению подхода к аэропорту, но с самолёта о начале снижения сообщают только спустя 3 минуты. Согласно прогнозу, на данной высоте ветер был 280° 55 узлов, то есть встречный и достаточно сильный, что привело к снижению путевой скорости, а потому и приближение к радиомаяку выполнялось дольше. Далее самолёт начал снижаться, а экипаж исправно сообщал о прохождении каждой 1000 футов, после чего в 18:36 доложил о прохождении радиомаяка Ньюарк на высоте 3500 футов. Ни о каких проблемах на борту в этих докладах не сообщалось. Само снижение с 8000 до 3500 футов длилось 6 минут, то есть средняя вертикальная скорость составляла 750 футов (230 м) в минуту — почти вдвое выше, чем указано в правилах. Есть вероятность, что пилот Роджерс в это время намеренно промолчал, так как проверял экипаж, а данное нарушение хотел озвучить уже после завершения полёта. Затем «Дуглас» выходит из-под контроля, после чего с крутым правым креном входит в быстрое снижение, потеряв высоту 3500 футов за пару минут, то есть с вертикальной скоростью около 1750 футов (530 м) в минуту, а в трёх милях от радиомаяка врезается в землю.
Непонятно было, что стало причиной этой потери управления. Рассматривалась версия об отказе или сбое в работе системы управления элеронами, но никаких доказательств этого найдено не было, в том числе правый элерон в момент катастрофы находился в нейтральном положении. Тросы управления проверить не удалось из-за разрушения крыла. Несколько странным было положение указателя закрылков, но его можно было объяснить влиянием бокового удара о землю.
Свидетель указывал на нахождение у места падения толстых кусков льда, которые, судя по контурам, отвалились от самолёта при ударе. Это означало, что авиалайнер мог столкнуться с сильным обледенением. Если экипаж знал об обледенении, то должен был включить обогрев приёмников воздушного давления (ПВД). Однако если обогрев ПВД не был включён, либо включён неправильно, то в трубках Пито начал бы образовываться лёд, который уменьшал поперечное сечение, а значит, снижал напор поступающего воздуха, что в итоге должно привести к неверным показаниям воздушной скорости. Обледенение входных отверстий и их закупорка льдом приводит к нарушению показаний указателей скорости, а также высотомеров, после чего экипаж, получая неверные данные, мог снизить скорость ниже критической, после чего произойдёт сваливание и самолёт перейдёт в пикирование. С учётом низкой облачности сможет увидеть землю на очень малой высоте, когда времени для исправления ситуации может уже не хватить.
Есть ещё вероятность, что ввиду длительного нахождения в зоне обледенения мог образоваться толстый слой льда на управляющих поверхностях, особенно если экипаж не задействовал своевременно противообледенительную систему. При этом самолёт вышел из-под контроля экипажа уже после прохождения радиомаяка на высоте 3500 футов. Хотя на высотах ниже 5000 футов лёд уже начинал таять, накопившийся слой мог быть ещё достаточно толстым, чтобы столь значительно влиять на лётные характеристики. При этом само влияние обледенения крыла на лётные характеристики самолёта на тот момент ещё не было изучено как следует.
Изучение обломков не выявило никаких признаков отказов или сбоев в работе систем на борту, поэтому основной версией и была об обледенении самолёта, вызванного недооценкой экипажем этой опасности и не принятии своевременных мер, что в итоге привело к потере управления и сваливанию. Но всё-таки есть вероятность, что на борту мог произойти отказ или сбой в работе одной из систем, однако сильное разрушение и возникший на месте падения пожар уничтожили эти улики.

## Причины
1. Самолёт, авиакомпания и экипаж имели необходимые сертификаты.
2. Полёт был обычным вплоть до прохождения радиомаяка Ньюарк.
3. Полёт выполнялся по приборам выше облаков и в зоне обледенения, на высотах свыше 5000 футов; на высотах ниже этого значения температура воздуха уже была положительной.
4. Снижение с 8000 до 3500 футов выполнялось с вертикальной скоростью около 750 футов в минуту.
5. После доклада о занятии высоты 3500 футов и прохождении радиомаяка Ньюарк самолёт стал неуправляемым, а средняя вертикальная скорость снижения составляла 1750 футов в минуту.
6. Свидетели видели самолёт ниже облачности высотой 1300 футов, который находился в вертикальном правом крене и сохранял это положение до удара о землю.
7. Экипаж не объявлял чрезвычайную ситуацию.
8. Все наземные навигационные средства работали нормально.
9. Место происшествия находилось примерно в трёх милях от радиомаяка и в полутора милях правее трассы.
10. Не было найдено никаких доказательств неисправности самолёта или какой-нибудь системы, пожара на борту, либо разрушения конструкции в воздухе.

Причиной происшествия следственная комиссия от Совета по гражданской авиации назвала потерю управления самолётом во время снижения к радиомаяку Ньюарк. Причину потери управления следователи однозначно определить не смогли.

### Комментарии
1. ↑  В отчёте о расследовании модель самолёта указана как Douglas DC-4, а C-54 является его военной модификацией.